# Hélicoptère Cube
L’Hélicoptère Cube (aussi connu sous le nom de hélicube) est un Rubik's Cube inventé par Adam G. Cowan en 2005 et 2006 ,,,,, en forme de cube comme un Pocket Cube (Rubik's Cube 2x2x2) mais présentant des mouvements supplémentaires par les coins en plus des faces. Le but du jeu est de tourner le cube pour qu'il n'y ait qu'une couleur par face. Il faut au préalable le mélanger.

## Description
L'Hélicoptère Cube a la forme d'un cube, coupé en 8 morceaux sur chaque face soit 24 pièces centrales et 8 pièces d'angle. Chaque pièce d'angle a 3 couleurs et chaque pièce centrale a une seule couleur. À la différence du Pocket Cube, on peut tourner les pièces autour d'une face (90°) ou d'un angle (~71°). Il peut aussi être considéré comme un Pocket Skewb Cube (Pocket Cube+Skewb).
|  |  |  |

|  |  |

## Nombre de combinaisons possibles
L'Hélicoptère Cube a (7!3^6!^4)/2 combinaisons possibles, soit 493 694 233 804 800 000 (environ 493 trillions).